# Лейтенант (фильм, 2015)
«Лейтенант» — российский художественный фильм 2015 года, снятый режиссёром Евгением Эпштейном по сценарию, написанному им в соавторстве с Антоном Левиным, исполнившим главную роль. Сценарий написан по мотивам произведений Василя Быкова «Дожить до рассвета» и «Фронтовая страница».

## Сюжет
1941 год. Идёт Великая Отечественная война, немцы стремительно наступают. Лейтенант Иван Горчаков, после окончания военного училища направленный на фронт, не успев повоевать, лишается всех боевых товарищей и оказывается совершенно один и без оружия в лесу, окружённом немцами. Проплутав несколько дней по лесу, он падает без сознания, а затем приходит в себя от того, что кто-то льёт ему в рот воду из фляжки. Очнувшись, он знакомится со своими спасителями капитаном Румянцевым и сержантом Кохом, и узнаёт, что находится в немецком тылу. Вместе они встречают и останавливают деревенского мужика, везущего на телеге сено из деревне по направлению к лесу. Оказывается, что он спасает двоих уцелевших солдат, пытаясь вывезти их из деревни, занятой немцами, в лес в телеге, спрятав под сеном. Спасённые мужиком красноармейцы присоединяются к группе. Впятером уцелевшие отправляются в путь, надеясь прорваться к своим, для чего им надо добраться до линии фронта, находящейся в 30 километрах от них. Внезапно они натыкаются на странный объект: отдельно стоящий каменный заброшенный дом, к которому немцы согнали пленных русских солдат. Пленные поставили столбы и натягивают между ними колючую проволоку, а рядом с домом уже стоит наблюдательная вышка с прожектором и пулемётом наверху.
Капитан приходит к выводу, что это артиллерийская база, и говорит всем, что надо, прежде чем уходить к своим, попытаться совершить диверсию и подорвать её. Ночью Румянцев и Кох сапёрной лопатой делают подкоп под забором из колючей проволоки, и собираются пролезть под ней, но внезапно из леса появляются двое немцев, несущих дрова. Немцы обнаруживают диверсантов, завязывается перестрелка, в ходе которой Коху и Румянцеву удаётся убить нескольких немцев, но Коха убивают, а Румянцева тяжело ранят. Один из солдат, пытаясь прикрыть своих, вступает в бой и стреляет из винтовки в пулемётчика на вышке; ему удаётся отвлечь пулемётчика, Румянцев и Горчаков успевают убежать с освещённого пространства, но сам он погибает в перестрелке. Далеко уйдя и убедившись, что за ними нет погони, трое оставшихся в живых присаживаются отдохнуть. Румянцев умирает от потери крови. Спрятав его тело, офицер и солдат отправляются искать своих.
Добравшись до своих, Горчаков рассказывает полковнику о немецкой базе и пытается убедить, что её надо немедленно попытаться уничтожить. Полковник говорит, что сначала будет проверять полученную информацию, как и самого Горчакова, бывшего в окружении, да и то только после того, как он напишет объяснительную. Полковник определяет лейтенанта на постой в избу, которую занимает писарь Пуля. Пуля помогает Ивану правильно написать объяснительную и тот относит её полковнику, но и получив объяснительную, тот не торопится действовать. Внезапно вошедший генерал, прибывший с проверкой, выслушивает Горчакова, и приказывает немедленно, безо всякой проверки, выделить ему группу, оружие, взрывчатку и начать готовить операцию.

## В ролях
| Актёр              | Роль                                  |
| ------------------ | ------------------------------------- |
| Антон Левин        | лейтенант Иван Горчаков главный герой |
| Александр Муштуков | старшина Гаврилов                     |
| Евгений Мендус     | рядовой Завальный                     |
| Виктор Забровский  | рядовой Потеха (Потехин)              |
| Николай Дёмин      | сержант Ляшко                         |
| Ярослав Лозак      | сержант Гаджибеков                    |
| Борис Косюлин      | рядовой Трухан                        |
| Владислав Церяпкин | рядовой Зябкин                        |
| Виктор Козлов      | рядовой Коробков                      |

| Актёр             | Роль             |
| ----------------- | ---------------- |
| Вячеслав Деркачёв | полковник        |
| Сергей Остапюк    | генерал          |
| Владимир Рябис    | писарь Пуля      |
| Сергей Бойков     | сержант Кох      |
| Степан Румянцев   | капитан Румянцев |
| Василий Андреев   | мужик с телегой  |